# Турки в Швеции
Турки в Швеции (швед. Turkar i Sverige; тур. İsveç Türkleri) — люди турецкой национальности, проживающие в Швеции. По словам министра иностранных дел Швеции, в Швеции проживает 100 000 турок, в свою очередь, 10 000 шведов живут в Турции.
Курды, сирийцы, армяне и представители других этнических групп из Турции во многих случаях были включены в статистику турок в Швеции, даже если они не являются этническими турками, потому что Совет по вопросам миграции в Швеции регистрирует людей по стране их происхождения, а не по этнической принадлежности.

## Знаменитые турки в Швеции

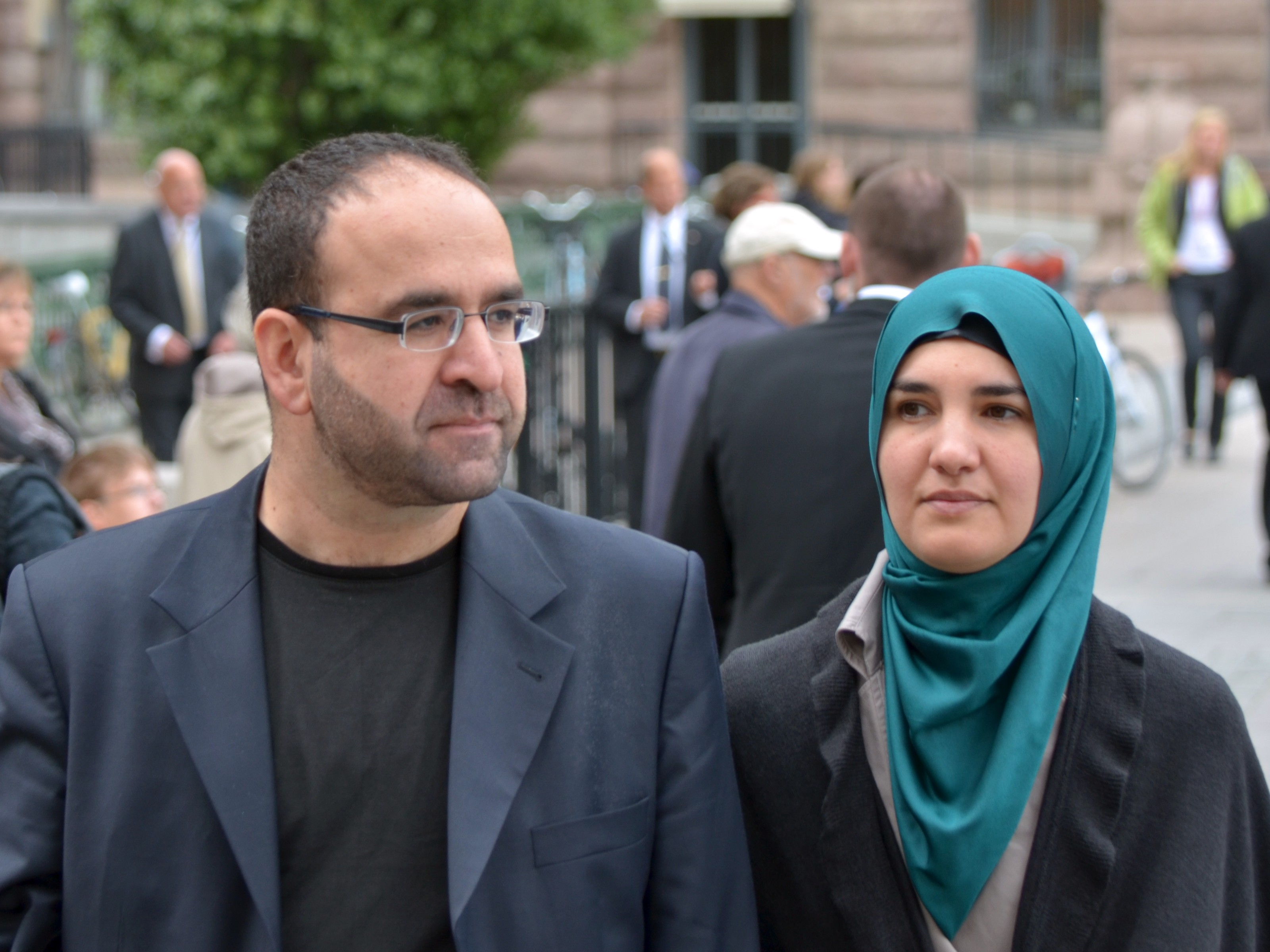
Шведский политик Мехмет Каплан вместе со своей женой Фериде

- Казым Айваз
- Кеннеди Бакирчиоглу
- Элиф Джейлан
- Эрдин Демир
- Ильхан Эршахин
- Серкан Инан
- Мехмет Каплан
- Иксель Османовски
- Эркан Зенгин